# Sara Mora Romeo
Sara Mora Romeo (Escatrón, 1953) es una actriz española. 

## Biografía
Siendo muy joven, se trasladó a vivir a la ciudad de Zaragoza, donde se inició como aficionada en el mundo del espectáculo. En 1973 se instala en Madrid, debutando sobre las tablas con la obra La muerte de Danton, dirigida por Alberto González Vergel. En años sucesivos combina cine, teatro y televisión. 
En la pequeña pantalla interviene en programas como Sumarísimo (1978) y Gol... y al mundial 82 (1981-1982).
Su presencia en el cine coincide en el tiempo con el auge del destape, género en el que trabaja en títulos como Las alegres vampiras de Vögel  (1974), Compañero te doy (1978), La insólita y gloriosa hazaña del cipote de Archidona (1979), Los energéticos (1979), Barba Azul y sus mujeres (1980), La masajista vocacional (1981) y Al sur del edén (1982). 
Ya en la década de 1990, interviene en las series de televisión La forja de un rebelde, de Mario Camus, Curro Jiménez II (1995) y Querido maestro, así como en películas como Tramontana (1991), Huidos (1993), Tirano Banderas (1993), Cachito (1996) y Airbag (1997).
Sobre las tablas, también intervino en el montaje de Entre mujeres (1988), de Santiago Moncada.